# Zuzubalândia - O Filme
Zuzubalândia - O Filme é o filme de animação brasileiro de 2024 dirigida por Mariana Caltabiano e baseado no seu livro infantil Jujubalândia publicado em 1997, que adaptou para o programa infantil homônimo de 1998, que foi derivado da série de animação de 2018. O filme foi lançada exclusivamente nos cinemas Cinemark em 5 de setembro de 2024, e na TV, foi lançada em 15 de novembro de 2024 no streaming Max e no canal Discovery Kids.

## Sinopse
Em Zuzubalândia, um reino encantado onde tudo é feito de comida, a harmonia e a prosperidade reinam graças à polinização das abelhas. No entanto, a tranquilidade do reino é ameaçada por uma Bruxa disfarçada de Web Influencer, que manipula as abelhas a abandonarem suas funções vitais para seguir carreiras modernas como youtubers, designers de sobrancelha e professoras de ioga. Com as abelhas desmotivadas, a comida no reino começa a escassear. A única esperança para salvar Zuzubalândia é uma missão desesperada: Zuzu, uma pequena abelha heroica, deve enfrentar o temível exército de zumbis da Bruxa e polinizar a última flor mágica da Floresta Mamônica. Em uma jornada repleta de desafios e aventuras, Zuzu deve provar sua coragem e determinação para restaurar a ordem e garantir a sobrevivência do seu amado reino.

## Elenco
| Voz(es)           | Personagem               |
| ----------------- | ------------------------ |
| Daniel Costa      | Zuzu                     |
| Daniel Costa      | Fast Food                |
| Daniel Costa      | Duende Vanderlei         |
| Hugo Picchi Neto  | Rei Apetite              |
| Hugo Picchi Neto  | Brigadeiro               |
| Hugo Picchi Neto  | Suspiro                  |
| Luiza Porto       | Pipoca                   |
| Eduardo Jardim    | Laricão                  |
| Eduardo Jardim    | Sushiroco                |
| Eduardo Jardim    | Motorista de Zuber       |
| Eduardo Jardim    | Designer de Sobrancelhas |
| Eduardo Jardim    | Narrador                 |
| Eduardo Jardim    | Príncipe Banguela        |
| Eduardo Jardim    | Sapo                     |
| Bruna Guerin      | Garfídea                 |
| Bruna Guerin      | Maria Mole               |
| Bruna Guerin      | Bruxa Princesa           |
| Luciana Ramanzini | Vovó Malagueta           |
| Luciana Ramanzini | Mamangaba                |
| Antoniela Cantú   | Bruxa Anorexica          |
| Antoniela Cantú   | Vovó Quitandinha         |

## Lançamento
Em 28 de junho de 2024, o canal oficial Zuzubalândia divulgou o trailer oficial do filme para a exibição exclusivamente nos cinemas de Cinemark em 5 de setembro de 2024.
Na TV, o filme foi comprado pela Warner Bros. Discovery Americas, e foi lançado através no streaming Max e no canal infantil Discovery Kids em 15 de novembro de 2024 no Brasil e toda a América Latina.